# ブリオンヌ・バトラー
ブリオンヌ・バトラー（Brionne Butler、1999年1月29日 - ）は、アメリカ合衆国の女子バレーボール選手である。アメリカ代表。

## 来歴

### クラブチーム
2016年、テキサス大学オースティン校に進学。在学中はNCAA女子バレーボール選手権にて2度の準優勝を果たした。卒業後はインドネシアのGresik Petrokimiaへ入団し、2021/22シーズンのインドネシアリーグで準優勝した。2022年10月、イタリアセリエA1のキエーリ'76への移籍が発表され、2022/23シーズンのセリエA1リーグで5位となった。2023年8月、ブラジルのオザスコへの移籍が発表され、2023/24シーズンブラジル・スーパーリーガでは4位となり、自身はベストスパイカー部門で全選手トップの活躍をみせた。2024年9月、日本のSV.LEAGUEのAstemoリヴァーレ茨城への入団が発表された。

### 代表チーム
アンダーカテゴリーの代表として2015年、U-19世界選手権で銀メダルを獲得した。2017年、U-20パンアメリカンカップに出場し金メダルを獲得した。2019年、シニア代表に初選出され、同年のパンアメリカンカップに出場し金メダルを獲得した。2022年、ネーションズリーグに出場した。同年のパンアメリカンカップで銅メダルを獲得した。2023年、ネーションズリーグに出場し4位となった。2024年、ネーションズリーグに出場した。

## 受賞歴
- 2016年 - U-21パンアメリカンカップ ベストミドルブロッカー賞
- 2024年 - 2023/24ブラジル・スーパーリーガ ベストスパイカー賞
- 2025年 - 2024-25 SV.LEAGUE WOMEN トップスパイカー・トップブロッカー・ベストミドルブロッカー

## 所属チーム
- テキサス大学オースティン校（2016-2022年）
- Gresik Petrokimia（2021-2022年）
- キエーリ'76（2022-2023年）
- オザスコ（2023-2024年）
- Astemoリヴァーレ茨城（2024年-）